# Белки теплового шока
Белки теплового шока (англ. HSP, heat shock proteins) — это класс функционально сходных белков, экспрессия которых усиливается при повышении температуры или при других стрессирующих клетку условиях.
Повышение экспрессии генов, кодирующих белки теплового шока, регулируется на этапе транскрипции. Чрезвычайное усиление экспрессии является частью клеточного ответа на тепловой шок и вызывается в основном фактором теплового шока (HSF англ. heat shock factor). Эти белки обнаружены в клетках практически всех живых организмов, от бактерий до человека. Белки теплового шока называют согласно их молекулярным массам. Например, наиболее изученные белки теплового шока Hsp60, Hsp70 и Hsp90 относятся к семействам белков с молекулярными массами 60, 70 и 90 кДа, соответственно. Убиквитин является относительно небольшим белком (8 кДа), выполняющим функции белков теплового шока. Убиквитином в клетке помечаются белки, предназначенные для деградации.

## История открытия
Было показано, что быстрое нагревание до сублетальных температур делает организмы нечувствительными к нагреванию до более высоких температур. В 1962 году Ритосса показал, что нагревание и ингибитор метаболизма динитрофенол вызывают сходные изменения в структуре пуффов политенных хромосом дрозофилы. Это открытие далее привело к выделению белков теплового шока англ. heat-shock proteins (HSP) или белков стресса. Повышение экспрессии генов, кодирующих указанные белки у дрозофилы было показано в 1974 году. Экспрессия повышалась после действия на мух стрессирующих факторов, например, теплового шока.
Начиная с середины 1980-х годов было показано, что многие белки теплового шока действуют как шапероны и играют важную роль в сворачивании белков, внутриклеточном транспорте белков и ренатурации белков, изменивших конформацию после теплового шока.

## Функции

### Механизм активации
Точный механизм, по которому тепловой шок активирует экспрессию генов белков теплового шока, не выяснен. Однако, некоторые исследования свидетельствуют о том, что активация белков теплового шока происходит неправильно сложенными или поврежденными белками.

### Повышение синтеза при стрессе
Высокие уровни белков теплового шока в клетке наблюдают после воздействия различных стрессирующих факторов — при инфекциях, воспалительных процессах, внешних воздействиях токсинов (этанол, мышьяк, тяжелые металлы), при ультрафиолетовом облучении, голодании, гипоксии, недостатке азота (у растений) или нехватке воды. Белки теплового шока называют белками стресса, так как повышение экспрессии соответствующих генов часто наблюдается при ответе на стресс.

### Шапероны
Белки теплового шока действуют как внутриклеточные шапероны в отношении других белков. Белки теплового шока играют важную роль в белок-белковых взаимодействиях, например, при фолдинге и сборке сложных белков, препятствуют нежелательной агрегации белков. Белки теплового шока стабилизируют частично свернутые белки и облегчают их транспорт через мембраны внутри клетки.
Некоторые белки теплового шока экспрессируются в малых или умеренных количествах во всех типах клеток всех живых организмов, так как играют ключевую роль в существовании белков.

### Внутриклеточные функции
Белки теплового шока присутствуют в клетках и при нестрессовых условиях, как бы следят за белками в клетке. Белки теплового шока утилизируют старые белки в составе протеасомы и помогают корректно свернуться заново синтезированным белкам.

### Сердечно-сосудистая система
По-видимому, белки теплового шока играют важную роль в сердечно-сосудистой системе. Для белков теплового шока hsp90, hsp84, hsp70, hsp27, hsp20, и альфа-B-кристаллин показана роль деятельности сердечно-сосудистой системы.
Hsp90 связывает эндотелиальную синтетазу оксида азота и гуанилатциклазу, которые в свою очередь участвуют в расслаблении сосудов.
В системе передачи сигнала при помощи оксида азота далее протеинкиназа G фосфорилирует малый белок теплового шока, hsp20, который принимает участие в расслаблении гладких мышц. Hsp20 по-видимому, играет важную роль в развитии гладких мышц и предотвращает агрегацию тромбоцитов, предотвращает апоптоз после ишемического инсульта, а также имеет значение в функционировании скелетных мышц и ответе мышц на инсулин. 
Hsp27 является главным фосфопротеином при мышечном сокращении.

### Иммунитет
Внеклеточные и связанные с плазматической мембраной, белки теплового шока, и особенно Hsp70, участвуют в связывании и презентации антигенов.

## Клиническое значение
Фактор теплового шока 1 (англ. HSF1) является транскрипционным фактором, регулирующим экспрессию гена Hsp70. Было показано, что HSF1 является многосторонним фактором канцерогенеза. Мыши, нокаутные по гену HSF1 имели сниженные уровни возникновения раковых опухолей после нанесения мутагена 7,12-диметилбензантрацена.

## Применение
Так как некоторые белки теплового шока играют роль в презентации антигенов, их используют в качестве адъювантов для вакцин. Более того, некоторые исследователи считают, что белки теплового шока могут принимать участие в связывании белковых фрагментов разрушенных опухолевых клеток, осуществляя презентацию антигена иммунной системе. Некоторые белки теплового шока могут повышать эффективность вакцин против рака.

### Противораковые препараты
Внутриклеточные белки теплового шока экспрессируются в раковых клетках и необходимы для выживания этих клеток. Показана роль малых молекул, ингибирующих белки теплового шока в качестве противораковых средств. Эффективный ингибитор Hsp90 17-N-аллиламино-17-деметоксигельданамицин проходит клинические испытания как средство против некоторых видов рака.

### Применение в сельском хозяйстве
Исследована роль белков теплового шока в устойчивости к стрессу у гибридов растений, что может далее привести к выведению засухоустойчивых сортов, растущих на бедной почве.

## Классификация
Белки теплового шока, которые имеют функции шаперонов, классифицируют в пять классов: HSP33,HSP60, HSP70, HSP90, HSP100, и малые белки теплового шока (sHSPs).
| Ориентировочная молекулярная масса, кДа | Прокариотические белки       | Эукариотические белки | Функция |
| --------------------------------------- | ---------------------------- | --- | --- |
| 10 кДа                                  | GroES                        | Hsp10 | |
| 20—30 кДа                               | GrpE                         | Группа белков теплового шока HspB включает десять представителей у млекопитающих, в их числе Hsp27                            | |
| 40 кДа                                  | DnaJ                         | Hsp40 | Кофактор Hsp70 |
| 60 кДа                                  | GroEL, антиген массой 60 кДа | Hsp60 | Участвует в фолдинге белков после их посттрансляционного транспорта в митохондрию или хлоропласт |
| 70 кДа                                  | DnaK                         | Группа белков теплового шока HspA. Включает в себя Hsp71, Hsp70, Hsp72, Grp78 (BiP). Причем Hsx70 обнаружен только у приматов | Принимает участие в сворачивании и разворачивании белков, обеспечивает клетке нечувствительность к нагреванию. Предотвращает сворачивание белков в ходе посттрансляционного транспорта в митохондрии и хлоропласты. |
| 90 кДа                                  | HtpG, C62.5                  | Группа белков теплового шока HspC, включает в состав Hsp90, Grp94                                                             | Поддержание структуры стероидных рецепторов и факторов транскрипции |
| 100 кДа                                 | ClpB, ClpA, ClpX             | Hsp104, Hsp110 | Обеспечивает невосприимчивость к повышению температуры |

Многие белки, представленные в таблице имеют разновидности, получающиеся в результате альтернативного сплайсинга, например, Hsp90α и Hsp90β.